# 哈勒姆 (內布拉斯加州)
哈勒姆（英語：Hallam）是位於美國內布拉斯加州蘭開斯特縣的村。

## 人口
根據2020年美國人口普查的數據，哈勒姆的面積為0.56平方千米，皆為陸地。當地共有人口268人，而人口密度為每平方千米479人。